# Либавская железная дорога
Либа́вская железная дорога — железная дорога в Российской империи, построенная на средства частного капитала — Общества Либавской железной дороги. Соединяла самый южный балтийский порт России с Петербурго-Варшавской железной дорогой. Проходила по территориям Курляндской, Виленской, Ковенской губерний.

## История
19 марта 1871 года утверждён устав Общества Либавской железной дороги. 4 сентября 1871 года открыто движение по Либаво-Кошедарской железной дороге (длиной 294 версты) от Либавы (Лиепая) до Кошедар (Этканы, Кайшядорис) на ветви Петербурго-Варшавской железной дороги, ведущей к границе с Пруссией.
1 ноября 1873 года открыто движение от Радзивилишек до ст. Калкуны.
В 1876 году объединена с Ландварово-Роменской железной дорогой в Либаво-Роменскую железную дорогу.